# Pravé sumky
Pravé sumky či celiství (Phlebobranchia) je řád přisedle žijících pláštěnců, v tradiční systematice řazený do parafyletické třídy sumek (Ascidiacea). Většina druhů pravých sumek žije v mělkých vodách, patří k nim však také masožravé hlubokomořské druhy (z čeledi Octacnemidae), které se živí větší kořistí.

## Charakteristické znaky

Larva sumky – schéma vnitřní stavby: 3 – hltan; 4 – střevo; 6 – chorda

Většina druhů je samostatně žijícími živočichy a v rámci pláštěnců dorůstá do relativně velkých rozměrů. Některé pravé sumky (čeledi Diazonidae a Perophoridae) vytvářejí kolonie, pro jejichž růst se množí nepohlavně (pučením).
Od ostatních pláštěnců se odlišují přítomností podélných cév v hltanovém koši. Dalším charakteristikým znakem jsou gonády ovinuté smyčkou střeva.
Larvy mají jednoduchou strukturu a vyvíjejí se ve volné vodě. Na rozdíl od dospělců mají strunu hřbetní, ta později zaniká. Dospělci jsou vždy přisedlí.

## Taxonomie a příbuzenské vztahy
Pravé sumky se člení zpravidla na 10 čeledí:
- Agneziidae Monniot & Monniot 1991 [Agnesiidae Michaelsen 1898]
- Ascidiidae Herdman 1882 [vč. Namiella Monniot & Monniot 1968]
- Cionidae Lahille 1887 [vč. Pseudodiazona]
- Corellidae Lahille 1888 [Rhodosomatidae Hartmeyer 1908]
- Diazonidae Garstang 1891
- Dimeatidae Sanamyan 2001
- Hypobythiidae Sluiter 1895
- Octacnemidae Herdman, 1888
- Perophoridae Giard 1872
- Plurellidae Kott 1973

Nadřazená třída sumky (Ascidiacea) je parafyletická. Sesterskou skupinou pravých sumek je podle studie z roku 2002 jiná třída pláštěnců – salpy (Thaliacea). Od vývojové linie vedoucí ke společnému kladu pravých sumek a salp se postupně odvětvují další přirozené řády sumek – nejbazálněji zřasenky (Stolidobranchiata), poté pospolitky (Aplousobranchiata) ve společném kladu s další třídou pláštěnců – vršenkami (Appendicularia):
|  | pravé sumky (Phlebobranchia) |
|  |                              |
|  | salpy (Thaliacea)            |
|  |                              |

|  | pospolitky (Aplousobranchia) |
|  |                              |
|  | vršenky (Larvacea)           |
|  |                              |

|  | pravé sumky (Phlebobranchia) |
|  |                              |
|  | salpy (Thaliacea)            |
|  |                              |

|  | pospolitky (Aplousobranchia) |
|  |                              |
|  | vršenky (Larvacea)           |
|  |                              |

|  | pravé sumky (Phlebobranchia) |
|  |                              |
|  | salpy (Thaliacea)            |
|  |                              |

|  | pospolitky (Aplousobranchia) |
|  |                              |
|  | vršenky (Larvacea)           |
|  |                              |

|  | pravé sumky (Phlebobranchia) |
|  |                              |
|  | salpy (Thaliacea)            |
|  |                              |

|  | pospolitky (Aplousobranchia) |
|  |                              |
|  | vršenky (Larvacea)           |
|  |                              |

Delsuc et al. (2018) a Kocot et al. (2018) nabízejí spíše následující fylogenetické vztahy:

|  | Thaliacea                                                          |
|  |                                                                    |
|  | \| \| Phlebobranchia \| \| \| \| \| \| Aplousobranchia \| \| \| \| |
|  |                                                                    |
|  | Phlebobranchia                                                     |
|  |                                                                    |
|  | Aplousobranchia                                                    |
|  |                                                                    |

|  | Phlebobranchia  |
|  |                 |
|  | Aplousobranchia |
|  |                 |

|  | Thaliacea                                                          |
|  |                                                                    |
|  | \| \| Phlebobranchia \| \| \| \| \| \| Aplousobranchia \| \| \| \| |
|  |                                                                    |
|  | Phlebobranchia                                                     |
|  |                                                                    |
|  | Aplousobranchia                                                    |
|  |                                                                    |

|  | Phlebobranchia  |
|  |                 |
|  | Aplousobranchia |
|  |                 |

|  | Thaliacea                                                          |
|  |                                                                    |
|  | \| \| Phlebobranchia \| \| \| \| \| \| Aplousobranchia \| \| \| \| |
|  |                                                                    |
|  | Phlebobranchia                                                     |
|  |                                                                    |
|  | Aplousobranchia                                                    |
|  |                                                                    |

|  | Phlebobranchia  |
|  |                 |
|  | Aplousobranchia |
|  |                 |

|  | Thaliacea                                                          |
|  |                                                                    |
|  | \| \| Phlebobranchia \| \| \| \| \| \| Aplousobranchia \| \| \| \| |
|  |                                                                    |
|  | Phlebobranchia                                                     |
|  |                                                                    |
|  | Aplousobranchia                                                    |
|  |                                                                    |

|  | Phlebobranchia  |
|  |                 |
|  | Aplousobranchia |
|  |                 |